# Blizzard
Blizzard je hladen veter v severni Ameriki, ki praviloma prinaša sneg. Kot snežni vihar je značilen tudi za Antarktiko.